# Movimento de Unificação Islâmica
O Movimento de Unificação Islâmica (em árabe: حركة التوحيد الإسلامي | Harakat al-Tawhid al-Islami; em francês:  Mouvement d'unification islamique, MUI), também denominado Movimento de Unidade Islâmica, porém mais conhecido como Al-Tawhid, At-Tawhid  ou Tawhid, é um partido político muçulmano sunita do Líbano. Desempenha um papel ativo na política interna libanesa desde a Guerra Civil Libanesa na década de 1980.

## Origens
O Movimento de Unificação Islâmica foi fundado em Trípoli em 1982 a partir de uma facção dissidente do Grupo Islâmico Libanês  liderado pelo Xeique Said Shaaban, um dos poucos líderes religiosos sunitas carismáticos dos movimentos islamistas do Líbano. Um linha-dura que acreditava que a força era uma boa solução na política, o radical Shaaban rompeu com o Grupo Islâmico logo após a invasão israelense do Líbano em junho de 1982, em protesto pela decisão da liderança desse partido de adotar uma linha política moderada e não violenta no início da década de 1980. No entanto, as duas organizações sempre mantiveram um bom relacionamento, especialmente com o xeique Fathi Yakan, fundador e secretário-geral do Grupo Islâmico.
No auge de seu poder em 1985, o Movimento de Unificação Islâmica se fragmentou, quando os líderes dissidentes Khalil Akkawi e Kanaan Naji deixaram o movimento para estabelecer seus próprios grupos,  o Comitê das Mesquitas (em árabe: لجنة المساجد | Al-Lajnat al-Masajid) e o Comitê Islâmico (em árabe: اللجنة الاسلامية | Al-Lajnat al-Islamia). Envolvidos na imposição de uma administração islâmica em Trípoli durante a década de 1980, esses dois últimos grupos formaram junto com o Movimento de Unificação Islâmica uma organização guarda-chuva, a Reunião Islâmica (em árabe: اللقاء الإسلامي | Al-Liqa' al-Islami).

## Crenças políticas
Conhecido por ser anti-Síria na política e muçulmano sunita na composição, as posições ideológicas antiocidentais e anticomunistas do Movimento de Unificação Islâmica originaram-se da ala radical sunita da Irmandade Muçulmana. Consistente com esses princípios, Shaaban e o seu movimento rejeitaram ostensivamente o nacionalismo, o sectarismo e o pluralismo democrático em favor de um jugo islâmico que "absorve e dissolve todas as diferenças sociais e as une em um cadinho". Shaaban buscou maneiras de unir sunitas e xiitas, por exemplo, sugerindo que o sagrado Alcorão e a biografia do Profeta fornecem os fundamentos sobre os quais todos os grupos e seitas muçulmanas podem se unir. Em vez de discutir sobre a representação sectária no parlamento, sugere que os muçulmanos clamam pelo governo islâmico com base na sharia, sem a qual nenhum governo pode ser legítimo. Como tal, o Movimento de Unificação Islâmica se opôs fortemente à ordem política dominada pelos cristãos no Líbano e se ressentiu profundamente da intervenção militar síria de junho de 1976 em apoio aos maronitas que, afirmou o próprio Shaaban, teriam fugido para Chipre ou para a América Latina. 
O movimento alegadamente desfrutou desde meados da década de 1980 de laços políticos estreitos com o Irã e o Hizbollah,  forjados por visitas frequentes do Xeique Shaaban a Teerã e contatos com líderes desse partido no Líbano, que considera o líder da Movimento de Unificação Islâmica doutrinariamente um seguidor do Aiatolá Khomeini. Algumas fontes afirmam que Shaaban nasceu e foi criado em uma família xiita de Batroun, no norte do Líbano, e só mais tarde se tornou sunita. Embora aceitando a validade da Revolução Iraniana e enfatizando que o caminho iniciado por Khomeini deveria ser seguido por todos os muçulmanos, a liderança do Movimento de Unificação Islâmica não clama pelo estabelecimento de uma ordem ao estilo iraniano no Líbano, sabendo que isso alienaria seus próprios seguidores sunitas. Com efeito, o discurso do Xeique Shaaban proferido durante o terceiro aniversário da morte de Khomeini não mencionou sua própria relação com o último e suas teorias. 